# Josef Wierer

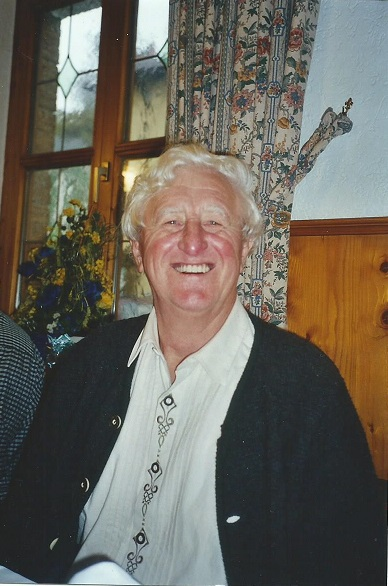
Josef Wierer

Josef Wierer (* 31. Oktober 1930 in Wörth an der Donau; † 22. April 2016 in Nittenau) war ein deutscher Schauspieler.

## Leben
Josef „Sepp“ Wierer erlernte nach dem Besuch der Schule das Maurerhandwerk, bevor er 1965 als Spätbewerber zur Polizei wechselte. Nach dem Dienst bei der Bereitschaftspolizei in Würzburg wurde er bei der Polizeiinspektion Wörth eingesetzt. 1990 trat Wierer in den Ruhestand und beendete als Polizeihauptmeister seine Beamtenlaufbahn.
Bereits im Kindesalter entwickelte sich sein Schauspieltalent; 1975 zählte er zu den Gründungsmitgliedern des Kolpingtheaters Wörth an der Donau, wo er als einer der Akteure 30 Jahre unter den Laiendarstellern auf der Bühne mitwirkte. 1985 wurde er von Filmregisseur und Drehbuchautor Jo Baier entdeckt und für den Film Schiefweg als Schauspieler engagiert. In den darauffolgenden Jahren folgten weitere Engagements durch Jo Baier, zunächst in sozialkritischen Heimatfilmen, später in Kriminalfilmen, gespielt in der bayerischen Provinz.

## Filmografie
- 1986: Schiefweg (Fernsehfilm)
- 1991: Wildfeuer
- 1995: Hölleisengretl (Fernsehfilm)
- 2000: Der Weibsteufel (Fernsehfilm)
- 2010: Sau Nummer vier. Ein Niederbayernkrimi (Fernsehfilm)
- 2013: Paradies 505. Ein Niederbayernkrimi (Fernsehfilm)